# Ah Ma

Ah Ma (Grandma) est un court métrage de 14 minutes sorti en 2007 et réalisé par le cinéaste singapourien Anthony Chen.
Il concourt pour la Palme d'Or du court métrage au Festival de Cannes 2007 et obtient une mention spéciale. Il devient ainsi le premier film singapourien à remporter un prix à Cannes.

## Synopsis
Une grand-mère est en fin de vie sur son lit d'hôpital. Les membres de la famille se retrouvent autour de son chevet mais la situation les isole plus qu'elle ne les rapproche.

## Distribution
- Chui Ting Tan: Ah Ma
- Ho Kevin: le fils aîné
- Yeo Yann Yann: la plus jeune sœur
- Fong Xiongkun: le garçon de l'armée
- Kaelen Michael: le petit-fils